# Rwący nurt historii. Zapiski o XX i XXI wieku
Rwący nurt historii. Zapiski o XX i XXI wieku – książka Ryszarda Kapuścińskiego, wydana w 2007 już po śmierci pisarza. Jest to zbiór wypowiedzi Kapuścińskiego pochodzących przede wszystkim z wywiadów i wykładów, których wyboru dokonała Krystyna Strączek. Zbiór uzupełnia kilkanaście wcześniej niepublikowanych zdjęć z podróży autora. 
Wybrane zapiski pogrupowane zostały w rozdziały dotyczące historii XX wieku w poszczególnych regionach świata: Afryce, Ameryce Łacińskiej, Europie, Rosji i rejonie Pacyfiku. Osobne rozdziały dotyczą zjawisk takich jak znaczenie historii, dekolonizacja, globalizacja i rozwój islamu. W 2006 Kapuściński przeczytał osiem z dziewięciu części, z których zaakceptował wszystkie, z wyjątkiem części poświęconej Ameryce Łacińskiej. Krystyna Strączek planowała przeprowadzenie osobnego wywiadu poświęconego Azji, czemu przeszkodziła śmierć Kapuścińskiego. 
Według Strączek, książka stanowi uzupełnienie prac Kapuścińskiego jako reportera, a także ukazuje jego: wiedzę fachową [...] o dziejach i kulturze regionów, do których podróżował.

## Spis treści
- Wstęp (Krystyna Strączek)
- Historia, pamięć, zapis
- Dekolonizacja i narodziny Trzeciego Świata
- Smutna, nieprzenikniona, dynamiczna. Afryka
- Laboratorium nowego wieku. Ameryka Łacińska
- Żyć w ummie. Islam
- Imperializm, mistyka i bieda, Rosja
- Od „Europy świata" do „Europy w świecie"
- System luster. Kultury kontra globalizacja
- Nadzieja i ruch. świt cywilizacji Pacyfiku
- Bibliografia